# باستان‌شناسی در ارمنستان
در باستان‌شناسی ارمنستان (انگلیسی: Archaeology in Armenia) تعداد زیادی از یافته‌های تاریخی نمایش داده شده‌است.
ارمنستان در زمینه مکان‌هایی از عصر برنز و همچنین مکان‌هایی از عصر سنگ غنی است که در اخیراً در دامنه‌های کوهستان آراگاتس شناسایی شده‌اند؛ و از تاریخ ۲۳ ژوئیه تا ۲۵ اوت ۲۰۱۵ میلادی توسط کاوشگرانی از مؤسسه باستان‌شناسی آکادمی علوم ارمنستان و تیم‌های بین‌المللی ISAW به رهبری «مکرتیچ زارداریان» و «دن پوتس» تحت کاوش‌های باستان‌شناسی قرار گرفته‌اند.